# Dispersion (Chemie)
|  |  |
|  |  |

|  |  |  |  |  |
|  |  |  |  |  |

|  |  |
|  |  |

|  |  |  |  |  |
|  |  |  |  |  |
|  |  |  |  |  |

Eine Dispersion zu lat. dispergere ‚verteilen‘, ‚ausbreiten‘, ‚zerstreuen‘ ist in der Kolloidchemie und in der Verfahrenstechnik ein heterogenes Gemisch aus mindestens zwei Stoffen, die sich nicht oder kaum ineinander lösen oder chemisch miteinander reagieren. Dabei sind ein oder mehrere Stoffe als sogenannte disperse Phase fein verteilt in einem anderen kontinuierlichen Stoff, dem sogenannten Dispersionsmedium.
- Synonyme für disperse Phase: dispergierte Phase, innere Phase, Nebenphase[2]
- Synonyme für Dispersionsmedium: Dispersionsmittel, Dispergens, kontinuierliche Phase, äußere Phase, Hauptphase

Die einzelnen Phasen können deutlich voneinander abgegrenzt und in der Regel durch physikalische Methoden wieder voneinander getrennt werden (z. B. Filtrieren, Zentrifugieren), oder sie entmischen sich von selbst (Sedimentieren).
Der Begriff der Dispersion wird darüber hinaus in der Oberflächenchemie vereinzelt im Sinne eines ‚Ausgebreitetseins‘ als dimensionslose Zahl für das Verhältnis von Oberflächenatomen zu Gesamtatomen eines Festkörpers oder Nanoteilchens gebraucht.

## Einteilung nach Teilchengröße
Nach ihrer Teilchengröße lassen sich disperse Systeme wie folgt einteilen:
| Art                       | Teilchengröße | Merkmale | Beispiel                     |
| ------------------------- | ------------- | --- | ---------------------------- |
| molekulardisperses System | < 1 nm        | Grenzen zwischen disperser Phase und Dispersionsmedium nicht sichtbar; mechanische Trennung durch Nanofiltration möglich; Kaskaden von Gaszentrifugen ermöglichen bei Gasgemischen ggf. eine An-, bzw. Abreicherung. | echte Lösung / fluide Phasen |

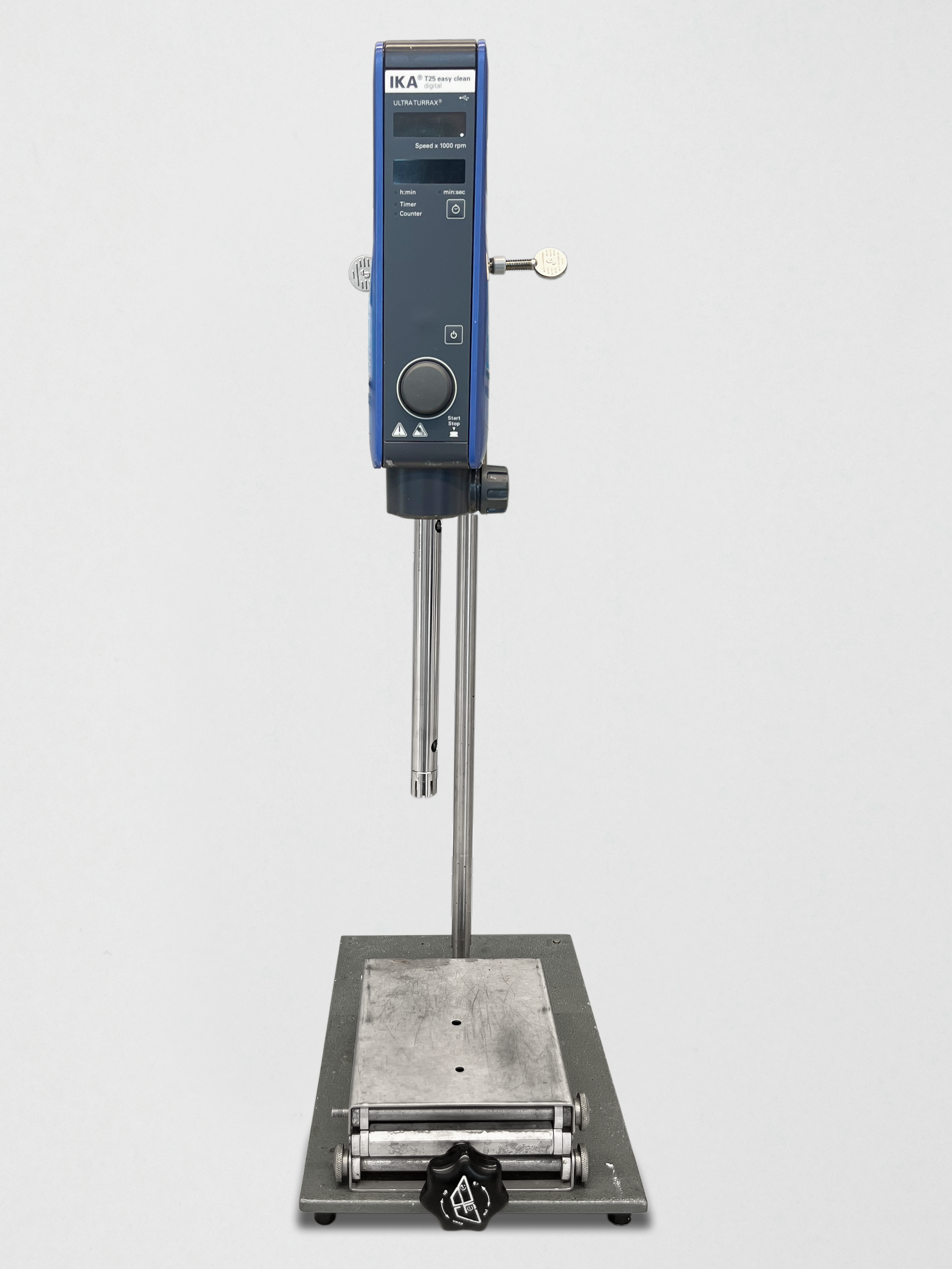
Dispergiergerät für die Herstellung von Dispersionen im Labor

| kolloiddisperses System   | 1 nm bis 1 µm | Grenzen zwischen disperser Phase und Dispersionsmedium unter Ultramikroskop sichtbar; Brownsche Bewegung erkennbar; Bei Flüssigkeiten ist eine Trennung durch Ultrazentrifugen, oder Ultrafiltration möglich.        | Proteinlösungen              |
| grobdisperses System      | > 1 µm        | Grenzen zwischen disperser Phase und Dispersionsmedium oft ohne Mikroskop sichtbar; Brownsche Bewegung nicht merklich; Bei Flüssigkeiten ist eine Trennung durch Zentrifugen, oder Filtration möglich.               | Milchfettkügelchen           |
Sind in einer Dispersion alle Teilchen von etwa derselben Größe, spricht man von einem monodispersen, homodispersen oder isodispersen System, bei unterschiedlichen Teilchengrößen von heterodispersen oder polydispersen Systemen.

## Einteilung nach Aggregatzuständen

### Übersicht
Bei zweiphasigen Dispersionen gibt es abhängig von den Aggregatzuständen insgesamt acht Dispersionsarten:
|                     |                  | disperse Phase                                    | disperse Phase                              | disperse Phase              | disperse Phase |
| flüssig (in …)      | gasförmig (in …) | fest (in …)                                       |                                             |                             |                |
| ------------------- | ---------------- | ------------------------------------------------- | ------------------------------------------- | --------------------------- | -------------- |
| Dispersions- medium | flüssig          | Emulsion                                          | Schaum                                      | Suspension                  |                |
| Dispersions- medium | gasförmig        | Aerosol, flüssig (Nebel)                          | Gasmischung, keine Dispersion!              | Aerosol, fest (Rauch)       |                |
| Dispersions- medium | fest             | poröser Festkörper (fester Schaum), durchfeuchtet | poröser Festkörper (fester Schaum), trocken | feste Mischung, gefügedicht |                |

Dabei ist jedoch die Zuordnung der inneren Phase zu einem festen, oder flüssigen Aggregatzustand manchmal problematisch. So zeigen fein verteilte feste, wie flüssige Stoffe in einem gasförmigen Dispergens analoge Fließeigenschaften.
Eine Gasmischung ist mikroskopisch betrachtet immer homogen und daher keine Dispersion (dies gilt auch, wenn makroskopisch betrachtet Konzentrationsgradienten vorliegen).

### Beispiele
| Bezeichnung                        | disperse Phase            | Dispersionsmedium | Beispiele                                                                                               |
| ---------------------------------- | ------------------------- | ----------------- | --- |
| „Dispersion“                       | Feststoff und Flüssigkeit | Flüssigkeit       | Polymerdispersion, Milch (Milchfett ist emulgiert, Kasein ist suspergiert), Kakao (Getränk)             |
| Feststoffgemisch/ Feststoffgemenge | Feststoff                 | Festkörper        | Granit, Konglomerat (Gestein), Kies im Beton, Pigmente in ausgehärteten Anstrichen                      |
| Suspension                         | Festkörper                | Flüssigkeit       | Kalkmilch, Scheuermilch, naturtrüber Apfelsaft, Marmelade, Gletschermilch                               |
| Aerosol                            | Festkörper                | Gas               | Rauch, Feinstaub in der Luft, Sandstrahlen, Sandsturm, Schneefall, pyroklastischer Strom, Pulver, Puder |
| Einschluss                         | Flüssigkeit               | Festkörper        | nasser Badeschwamm, Trübung in Bernstein, feuchter poröser Backstein                                    |
| Emulsion                           | Flüssigkeit               | Flüssigkeit       | Milch, Butter, Hautcreme, Lotion                                                                        |
| Aerosol                            | Flüssigkeit               | Gas               | Nebel, Wolken, Regen                                                                                    |
| poröser Körper, fester Schaum      | Gas                       | Feststoff         | Schaumstoff, Porenbeton, Metallschaum, Luftblasen in Eis                                                |
| Schaum                             | Gas                       | Flüssigkeit       | Seifenschaum, ausperlender Sekt, Colaschaum, Löschschaum, Schlagsahne                                   |

| Bezeichnung | disperse Phase | Dispersionsmedium | Beispiele         |
| ----------- | -------------- | ----------------- | ----------------- |
| Biofluid    | Erythrozyten   | Flüssigkeit       | Blut              |
| Biokolloid  | Apatit         | Kollagen          | Knochen           |
| Gel         | Makromoleküle  | Lösungsmittel     | Leime, Gele       |
| Mizellen    | Aggregate      | Flüssigkeit       | Seife, Farbstoffe |